# Damaliscus hypsodon
Damaliscus hypsodon — вимерлий вид антилоп із пізнього плейстоцену Африки. Скам'янілості були знайдені в Кенії та Танзанії.

## Таксономія
Його вперше було описано в 2012 році, хоча його залишки були спочатку виявлені в 1990 році і залишилися без назви. Найдавніші останки датуються приблизно 392-330 тисячами роками, тоді як найпізніші — 12 000 років тому.

## Опис
Damaliscus hypsodon був невеликим алцелафіном, розміром приблизно з імпалу. Зуби D. hypsodon показали ступінь гіпсодонтії, більший, ніж у живих антилоп, і порівнянний з зубами коней, що вказує на те, що він був спеціалізованим травоїдом. Його останки були знайдені разом з ориксами та зебрами, що разом із морфологією зубів свідчить про те, що він жив у відкритих і посушливих луках.